# Hemiteles monospilus
Hemiteles monospilus là một loài tò vò trong họ Ichneumonidae.